# Born on the Bayou
"Born on the Bayou" is een nummer van de Amerikaanse band Creedence Clearwater Revival. Het nummer verscheen op hun album Bayou Country uit 1969. Op 5 januari van dat jaar werd het nummer uitgebracht als de B-kant van de single "Proud Mary" en later dat jaar werd het tevens uitgebracht als de tweede en laatste single van het album.

## Achtergrond
"Born on the Bayou" is geschreven en geproduceerd door zanger en gitarist John Fogerty. Het nummer speelt zich af in de Zuidelijke Verenigde Staten, hoewel Fogerty tot op dat moment nog nooit in dat gebied gewoond of uitgebreid gereisd had. Hij vertelde over het nummer: ""Born on the Bayou" leek een beetje op "Porterville", het gaat over een mythische jeugd en een tijd gevuld met hitte, de vierde juli. Ik zette het neer in het moeras, waar ik natuurlijk nog nooit had gewoond. Het was laat toen ik het schreef. Ik probeerde om een pure schrijver te zijn, geen gitaar in mijn handen, visualiserend en kijkend naar de lege muren van mijn appartement. Kleine appartementen hebben prachtige kale muren, vooral wanneer je je niet kunt veroorloven om er iets aan te hangen. 'Chasing down a hoodoo'. Hoodoo is een magische, mystieke, spirituele, niet-gedefinieerde verschijning, als een geest of een schaduw, niet per se slecht, maar zeker iets van buiten deze wereld. Ik kreeg die beelden in mijn hoofd van Howlin' Wolf en Muddy Waters."
"Born on the Bayou" is een typisch voorbeeld van swamprock, een genre dat over het algemeen wordt geassocieerd met Fogerty, Little Feat en Lowell George, The Band, Canned Heat, J.J. Cale en Tony Joe White. Het nummer werd oorspronkelijk nergens een hit, maar bij een heruitgave in 1972 in Nederland en België haalde het hier wel de hitlijsten. In Nederland kwam het nummer tot de dertiende plaats in de Top 40 en de vijftiende positie in de Daverende Dertig, terwijl in Wallonië de tiende plaats in de Ultratop 50 werd gehaald.

## Hitnoteringen

### Nederlandse Top 40
| Hitnotering: 15-04-1972 t/m 20-05-1972 | Hitnotering: 15-04-1972 t/m 20-05-1972 | Hitnotering: 15-04-1972 t/m 20-05-1972 | Hitnotering: 15-04-1972 t/m 20-05-1972 | Hitnotering: 15-04-1972 t/m 20-05-1972 | Hitnotering: 15-04-1972 t/m 20-05-1972 | Hitnotering: 15-04-1972 t/m 20-05-1972 | Hitnotering: 15-04-1972 t/m 20-05-1972 |
| Week                                   | 1                                      | 2                                      | 3                                      | 4                                      | 5                                      | 6                                      |                                        |
| -------------------------------------- | -------------------------------------- | -------------------------------------- | -------------------------------------- | -------------------------------------- | -------------------------------------- | -------------------------------------- | -------------------------------------- |
| Positie                                | 34                                     | 24                                     | 15                                     | 13                                     | 21                                     | 38                                     | uit                                    |

### Daverende Dertig
| Hitnotering: 22-04-1972 t/m 20-05-1972 | Hitnotering: 22-04-1972 t/m 20-05-1972 | Hitnotering: 22-04-1972 t/m 20-05-1972 | Hitnotering: 22-04-1972 t/m 20-05-1972 | Hitnotering: 22-04-1972 t/m 20-05-1972 | Hitnotering: 22-04-1972 t/m 20-05-1972 | Hitnotering: 22-04-1972 t/m 20-05-1972 |
| Week                                   | 1                                      | 2                                      | 3                                      | 4                                      | 5                                      |                                        |
| -------------------------------------- | -------------------------------------- | -------------------------------------- | -------------------------------------- | -------------------------------------- | -------------------------------------- | -------------------------------------- |
| Positie                                | 29                                     | 18                                     | 15                                     | 15                                     | 19                                     | uit                                    |

### NPO Radio 2 Top 2000
| Nummer met noteringen in de NPO Radio 2 Top 2000 | '04 | '05 | '06 | '07 | '08 | '09 | '10 | '11  | '12 | '13  | '14  | '15  | '16  | '17  | '18  | '19  | '20  | '21  | '22  | '23  | '24  |
| ------------------------------------------------ | --- | --- | --- | --- | --- | --- | --- | ---- | --- | ---- | ---- | ---- | ---- | ---- | ---- | ---- | ---- | ---- | ---- | ---- | ---- |
| Born on the Bayou                                | 871 | 917 | 774 | 796 | 984 | 932 | 866 | 1041 | 874 | 1029 | 1151 | 1204 | 1265 | 1198 | 1271 | 1150 | 1257 | 1339 | 1387 | 1599 | 1796 |

1. ↑  Een vetgedrukt getal geeft de hoogste notering aan.
2. ↑  2004 was het eerste jaar met een notering voor dit nummer.